# 眼睛 (纳博科夫小说)
《眼睛》（俄语：Соглядатай, Sogliadatai, literally 'voyeur' or 'peeper'，英文：The Eye）写于1930年，是弗拉基米尔·纳博科夫的第四部小说。1965年，作者的儿子德米特里·纳博科夫将其翻译成英文。。
《眼睛》只有100多页，是纳博科夫最短的小说。纳博科夫本人称它为“小小说”，它是一部介于扩展短篇小说和中篇小说之间的作品。在1927-1930年间，他创作了一批短篇小说，使他成为日益成功的小说家。这时创作了这部作品。
与纳博科夫的许多早期作品一样，这些人物大部分是移居欧洲的俄罗斯流亡分子，特别是柏林。在这种情况下，小说被设定在两栋房子，年轻的俄罗斯导师，斯穆罗夫，在此租房和膳宿。

## 摘要
小说的行动主要开始于主人公的自杀未遂（也许成功）。这发生在他遭受戴绿帽的丈夫殴打之后（主人公一直与一个叫玛蒂尔达的女人有外遇） 在他死后，假设他周围的一切都是他剩余想象力的体现，他的"眼睛"观察了一群俄罗斯流亡者，他试图确定他们对斯穆罗夫的看法，周围有很多不确定性和怀疑。

## 主题
这部小说主要涉及身份认同和身份的社会建构，在他人的反应和意见中的的不确定位置。在各种人物的眼睛中，斯穆罗夫分别是骗子、贵族、流氓、“性冒险家”、小偷和间谍。从某种意义上说，斯穆罗夫类似于陀思妥耶夫斯基的《地下室手记》中的叙述者。当主人公仔细收集这些观察时，他试图建立对斯穆罗夫的稳定视角 — 我们才迟迟才发现他就是叙述者本人。结果是对主观性和客观性之间关系的思考。
这是纳博科夫作品中第一部使用第一人称叙述的作品，具体来说，这个人是把他的幻想世界强加给现实世界。这个结构，在后来的作品中进一步发展，如《绝望》（Despair，1934年）、《微暗的火》（Pale Fire，1962年）和他的最后一部小说，《看那些小丑！》（Look at the Harlequins!1974年）。在1967年接受阿尔弗雷德·阿佩尔采访时，纳博科夫回顾性地暗示，这部作品可能是他在这方面职业生涯的转折点。